# 스마트 카메라
스마트 카메라(smart camera)는 이미지 캡처에 더해진 머신 비전 시스템이다. 회로는 이벤트 설명을 생성하거나 지능적이고 자동화된 시스템에서 사용되는 결정을 내리는 것과 함께 캡처된 이미지에서 애플리케이션별 정보를 추출할 수 있다. 스마트 카메라는 산업용 비디오 카메라 하우징에 이미지 센서가 내장된 독립형 비전 시스템이다. 비전 시스템과 이미지 센서는 지능형 이미지 센서 또는 스마트 이미지 센서로 알려진 하나의 단일 하드웨어에 통합될 수 있다. 여기에는 필요한 모든 통신 인터페이스가 포함되어 있다. 이더넷은 물론 PLC, 액추에이터, 릴레이 또는 공압 밸브에 연결하기 위한 업계 인증 24V I/O 라인을 제공하며 정적 또는 이동식일 수 있다. 산업용 카메라나 감시 카메라보다 반드시 클 필요는 없다. 머신 비전의 기능은 일반적으로 이러한 기능을 개별 애플리케이션에 사용할 수 있도록 개발된 정도를 의미한다. 이 아키텍처는 PC 기반 비전 시스템에 비해 볼륨이 더 작다는 장점이 있으며 다소 단순한(또는 생략된) 사용자 인터페이스를 희생하면서 비용을 절감하는 경우가 많다. 스마트 카메라는 보다 일반적인 용어인 스마트 센서(smart sensor)라고도 한다.

## 같이 보기
- 카메라 트랩
- 디지털 카메라
- 스마트더스트
- 비전 처리 장치
- 가정 자동화
- 사물인터넷